# Rhynchospora pluricarpa
Rhynchospora pluricarpa är en halvgräsart som beskrevs av Pilg.. Rhynchospora pluricarpa ingår i släktet småag, och familjen halvgräs. Inga underarter finns listade i Catalogue of Life.